# Tulasnella cruciata
Tulasnella cruciata är en svampart som beskrevs av Warcup & P.H.B. Talbot 1971. Tulasnella cruciata ingår i släktet Tulasnella och familjen Tulasnellaceae.   Inga underarter finns listade i Catalogue of Life.